# Jazmin Grace Rotolo
Jazmin Grace Rotolo nascuda el 4 de març de 1992 a Palm Springs (Califòrnia, EUA) és filla d'Albert II de Mònaco i de Tamara Rotolo.
Tot i ser filla del Cap d'Estat del principat, el canvi realitzat a la constitució monegasca per part del seu avi, el príncep Rainier III, no li permet tenir dret a la corona ni ser hereva, ja que és fruit d'una relació fora del matrimoni eclesiàstic.
Té un germanastre anomenat Alexandre Coste.